# شلسویگ-هولشتاین وادن زا ناتسیونال پارک
شلسویگ-هولشتاین وادن زا ناتسیونال پارک (به آلمانی: Nationalpark Schleswig-Holsteinisches Wattenmeer) یک منطقهٔ مسکونی در آلمان است که در شلسویگ-هولشتاین واقع شده‌است.